# Austrobuxus megacarpus
Austrobuxus megacarpus là một loài thực vật có hoa trong họ Picrodendraceae. Loài này được P.I.Forst. mô tả khoa học đầu tiên năm 1997.